# Semnonen

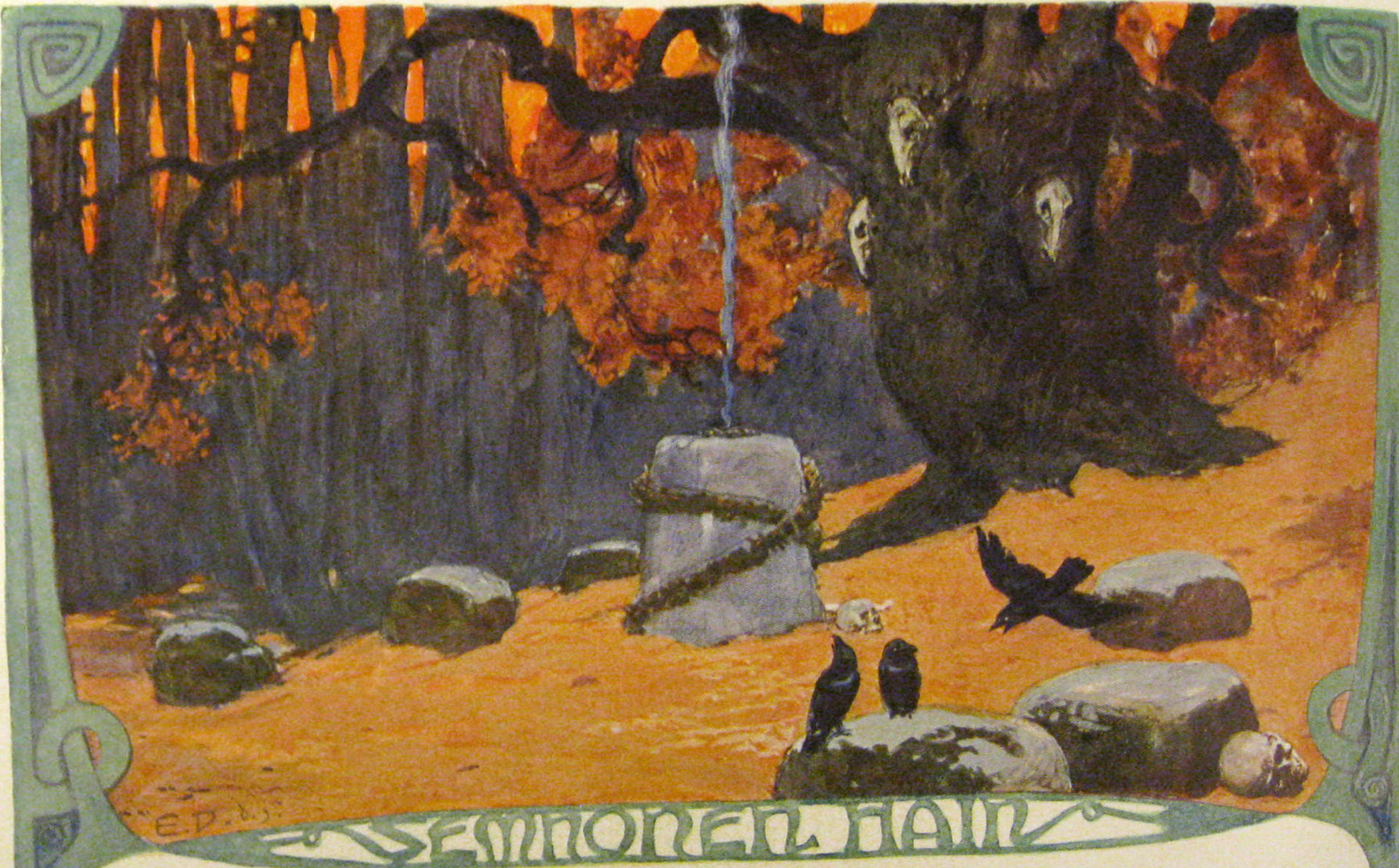
Semnonen door Emil Doepler, 1905

De Semnonen waren een west Germaanse stam die het kernvolk vormde van de Sueben of Zwaven. Hun verblijfsgebied lag rond het begin van de jaartelling tussen de Elbe en de Oder in het huidige Brandenburg en Mecklenburg-Voor-Pommeren. De naam Semnonen houdt waarschijnlijk verband met de kleinkoning Semno (Grieks Σέμνων) der Longionen, die in 277 door keizer Probus gevangen werd genomen.
In het jaar 17 verwisselden de Semnonen Marbod, de leider der Marcomannen, als bondgenoot in voor Arminius, de leider der Chatten. Deze had aan zijn overwinning op de Romeinen acht jaar eerder in het Teutoburgerwoud veel prestige ontleend. Veel plezier beleefden ze er niet aan: in hetzelfde jaar vond een heftige veldslag plaats tussen de twee legers waarbij zware verliezen geleden werden door beide partijen maar die geen duidelijke winnaar opleverde.
Onder druk van andere Germaanse stammen werden de Semnonen in de 2e eeuw gedwongen steeds meer naar het zuidwesten van Duitsland te trekken. Delen van hen gingen op in de Alemannen en later in die van de Thüringers. De Semnonen die zich in eerste instantie in hun oorspronkelijke woongebied wisten te handhaven gingen aan het einde van de 6e eeuw op in de Westslaven.

## Het Boeienbos
Tacitus maakt in zijn werk De origine et situ Germanorum melding van een heiligdom dat midden in het Zwaafse gebied lag, waar mensenoffers werden gebracht. Volgens Tacitus aanbaden de Zwaven op deze plek de opperheerser van de wereld (regnator umnium deus). Om hun ondergeschiktheid aan deze godheid te tonen mochten de Zwaven dit heiligdom alleen geboeid betreden. Viel een van de aanwezigen om, dan mocht hij niet opstaan of overeind geholpen worden, maar moest kruipend het heiligdom verlaten.
Dit heilige bos kan worden verbonden met een passage in de Helgakviða Hundingsbana II uit de Scandinavische Edda-cyclus, waarin Helgi Högni doodde en diens dochter Sigrún trouwde. Dagr, de zoon van Högni, nam wraak op Helgi in het zogeheten Boeienbos (fjötrlundr), waar hij hem doorboorde met een speer die hij van Óðinn (Nederlands Wodan, Oudengels Wóden, Oudhoogduits Wuotan) had gekregen. Dagr bracht het nieuws vervolgens aan Sigrún in Sefafjöll, een plaatsnaam die heel wel als Semnonen-bergen kan worden geïnterpreteerd.

## Waluburg
Een van de bekendste Semnonen is de waarzegster Waluburg die in Egypte in het Romeinse leger diende. Haar naam is te lezen op een potscherf die in Elephantine, een eiland in de Nijl, is gevonden en die uit de 2e eeuw dateert. De inscriptie luidt: 'ΒΑΛΟΥΒΟΥΡΓ ΣΗΝΟΝΙ ΣΙΒΥΛΛΑ', oftewel 'Waluburg, zieneres der Semnonen'. Het is onbekend hoe de profetes in Egypte was beland.
Alemannen · Ambivarieten · Ambronen · Ampsivaren · Angelen · Angrivariërs · Asdingen · Baemi · Bajuwaren · Bastarnen · Bataven · Bourgondiërs · Bructeren · Cananefaten · Chamaven · Chasuarii · Chatten · Chattuarii · Chauken · Cherusken · Cimbren · Cugerni · Dulgubnii · Fosi · Franken · Frisii · Gepiden · Goten · Harii · Helisiërs · Hermunduren · Herulen · Juten · Lakringen · Lemoviërs · Longobarden · Lugiërs · Manimiërs · Marcomannen · Marobudui · Marsi · Mattiakken · Naharvalen · Nemeten · Nerviërs · Ostrogoten · Quaden · Rugiërs · Saksen · Semnonen · Silingen · Sitones · Skiren · Sueben · Sugambren · Suiones · Tencteren · Teutonen · Toxandriërs · Triboken · Tubanten · Tudri · Tungri · Ubiërs · Usipeten · Vandalen · Vangionen · Visigoten · Volcae · Warnen
Germani cisrhenani:
Caerosi · Condrusi · Eburonen · Paemani · Segni
Stamverenigingen:
Herminones · Ingvaeones · Istvaeones